# Georg Michaelis
Georg Michaelis (8 de Setembro de 1857 — 24 de Julho de 1936) foi um jurista e político alemão. Ocupou o cargo de Reichskanzler (Chanceler do Império Alemão) de 14 de Julho de 1917 até 31 de Outubro de 1917. Foi o primeiro não aristocrata a ocupar o cargo.

## Biografia

### Vida pregressa
Michaelis, nascido em Haynau, na província prussiana da Silésia , cresceu em Frankfurt (Oder) . Ele estudou jurisprudência na Universidade de Breslau, na Universidade de Leipzig e na Universidade de Würzburg de 1876 a 1884, tornando-se Doutor em Direito .
De 1885 a 1889, ele viveu e trabalhou em Tóquio, no Japão, como professor de direito na Escola de Direito da Sociedade de Ciências Alemãs . 
Após seu retorno à Alemanha, ele se tornou membro da administração prussiana . Em 1909, ele foi nomeado subsecretário de Estadodo Tesouro da Prússia em Berlim . A partir de 1915 ele chefiou o Reichsgetreidestelle , um escritório responsável pela administração do milho e do trigo prussianos na Primeira Guerra Mundial .

### Chanceler
Depois que o Reichstag e o Alto Comando (OHL) forçaram a renúncia de Theobald von Bethmann Hollweg em 10 ou 13 de julho de 1917,  Michaelis emergiu como o candidato surpresa tanto para chanceler da Alemanha quanto para ministro presidente da Prússia. O comandante do exército Paul von Hindenburg concordou porque Michaelis era o homem do exército. [ Carece de fontes? ] Ele havia visitado a OHL em várias ocasiões em sua posição como subsecretário de Estado do Ministério das Finanças da Prússia e Comissário do Abastecimento, quando sua maneira brusca tinha feito uma boa impressão sobre oficiais da equipe presente. “A verdade é que qualquer pessoa mais radical do que Bethmann seria inaceitável para o Alto Comando como chanceler, enquanto qualquer pessoa mais reacionária seria inaceitável para o Reichstag; a única saída era escolher uma nulidade.”
Michaelis foi descrito como "o primeiro chanceler burguês da Alemanha", visto que foi a única pessoa sem título a servir como ministro-chefe durante o governo de 400 anos da monarquia Hohenzollern sobre a Prússia e a Alemanha. Mas a 'ditadura' do exército de Hindenburg e Erich Ludendorff do Estado-Maior Alemão permaneceu no controle nos bastidores. 
Em 19 de julho, o Reichstag aprovou a Resolução de Paz de Erzberger para "uma paz sem anexações ou indenizações", depois que o discurso do chanceler "desvalorizou" a paz. A incapacidade do governo de impor controles sobre o aumento dos preços, demandas por aumentos salariais, greves e caos econômico crescente levou os 'fixadores políticos' a uma tomada militar das rédeas do poder. O Kaiser queria um chanceler que pudesse administrar o Reichstag, e o exército queria um chanceler que traria uma "paz alemã". Em 25 de julho de 1917, Michaelis disse ao príncipe herdeiro que o diabo estava nos detalhes; "Eu o privei de suas características mais perigosas com minha interpretação. Pode-se fazer as pazes que quiser com esta resolução"; ele tranquilizou o herdeiro do trono. Mas foi uma finta, e o papel de Michaelis no episódio desacreditável foi planejado para facilitar o fechamento permanente do Reichstag. O exército percebeu que os partidos majoritários representavam uma ameaça à estabilidade na Alemanha na esteira da Revolução Bolchevique que pôs fim ao esforço de guerra russo. Mas isso o deixou muito "incerto" quanto à localização das Potências Centrais. Sabendo que o Império Austro-Húngaro estava falido pela luta, ele entendeu sua exigência de pedir a paz; mas os militares não estavam dispostos a ceder qualquer poder às autoridades civis. A OHL esperava desestabilizar a Ucrânia e os Estados Bálticos de modo a trazer o regime czarista enfermo da Rússia para as negociações, garantindo ao mesmo tempo as fronteiras germânicas, em mais de Michaelis ' Sabendo que a Áustria-Hungria estava falida com a luta, ele entendeu sua exigência de pedir a paz; mas os militares não estavam dispostos a ceder qualquer poder às autoridades civis. A OHL esperava desestabilizar a Ucrânia e os Estados Bálticos de modo a trazer o regime czarista enfermo da Rússia para as negociações, garantindo ao mesmo tempo as fronteiras germânicas, em mais de Michaelis ' Sabendo que o Império Austro-Húngaro estava falido pela luta, ele entendeu sua exigência de pedir a paz; mas os militares não estavam dispostos a ceder qualquer poder às autoridades civis. A OHL esperava desestabilizar a Ucrânia e os Estados Bálticos de modo a trazer o regime czarista enfermo da Rússia para as negociações, garantindo as fronteiras germânicas, com 'status quo ante bellum'. Mas Michaelis era um pragmático e realista, independentemente do que o Kaiser pudesse ter acreditado sobre a vitória militar.
| Gabinete (julho - outubro de 1917)                | Gabinete (julho - outubro de 1917)   | Gabinete (julho - outubro de 1917)              | Gabinete (julho - outubro de 1917) |
| Escritório                                        | Titular                              | No escritório                                   | Partido                            |
| ------------------------------------------------- | ------------------------------------ | ----------------------------------------------- | ---------------------------------- |
| Chanceler                                         | Georg Michaelis                      | 14 de julho de 1917 - 24 de outubro de 1917     | Nenhum                             |
| Vice-Chanceler da Alemanha Secretário do Interior | Karl Helfferich                      | 22 de maio de 1916 - 23 de outubro de 1917      | Nenhum                             |
| Secretário de Relações Exteriores                 | Arthur Zimmermann                    | 22 de novembro de 1916 - 6 de agosto de 1917    | Nenhum                             |
| Secretário de Relações Exteriores                 | Richard von Kühlmann                 | 6 de agosto de 1917 - 9 de julho de 1918        | Nenhum                             |
| Secretário de justiça                             | Hermann Lisco                        | 25 de outubro de 1909 - 5 de agosto de 1917     | Nenhum                             |
| Secretário de justiça                             | Paul von Krause                      | 7 de agosto de 1917 - 13 de fevereiro de 1919   | Nenhum                             |
| Secretário da Marinha                             | Eduard von Capelle                   | 15 de março de 1916 - 5 de outubro de 1918      | Nenhum                             |
| Secretário da Economia                            | Rudolf Schwander(ator)               | 5 de agosto de 1917 - 20 de novembro de 1917    | Nenhum                             |
| Secretário de Alimentação                         | Adolf Tortilowicz von Batocki-Friebe | 26 de maio de 1916 - 6 de agosto de 1917        | Nenhum                             |
| Secretário de Alimentação                         | Wilhelm von Waldow                   | 6 de agosto de 1917 - 9 de novembro de 1918     | Nenhum                             |
| Secretário do Correio                             | Reinhold Kraetke                     | 6 de maio de 1901 - 5 de agosto de 1917         | Nenhum                             |
| Secretário do Correio                             | Otto Rüdlin                          | 6 de agosto de 1917 - 19 de janeiro de 1919     | Nenhum                             |
| Secretário do Tesouro                             | Siegfried von Roedern                | 22 de maio de 1916 - 13 de novembro de 1918     | Nenhum                             |
| Secretário para as Colônias                       | Wilhelm Solf                         | 20 de novembro de 1911 - 13 de dezembro de 1918 | Nenhum                             |

O Chanceler presidiu a Segunda Conferência de Kreuznach discutindo o destino da Alsácia-Lorena em 14 de agosto de 1917. A proposta incluiu um para um Estado Federal integrado acoplado a mudanças socioeconômicas conectando as ferrovias Prussiano-Hessian através da Alemanha. A conectividade da Alsácia era uma extensão de uma política de objetivos de guerra via Aachen para as zonas ocupadas da Bélgica e através da Holanda neutra, como já havia sido alcançado em Luxemburgo. Longwiy era o centro da indústria da German Steel Association. Localizada na fronteira da Bélgica e Lorena, era o nexo contratual dos Países Baixos adjacente à cidade holandesa de Maastricht. Os produtores alemães, como Thyssen e Krupp, queriam um suprimento garantido de carvão da França e voltariam para uma resposta à Questão Belga, que monopolizou os pensadores da Frente Ocidental. 
Em 29 de agosto, foi à luz da reunião do Plano Longwy-Briey em um vagão de trem perto de Aachen que ele recebeu "uma tarefa impossível" de perpetuar a guerra por "mais dez anos". Mas o plano econômico da Mitteleuropa dependia da Quádrupla Aliança que estava em apuros. O cérebro por trás da segunda conferência foi o novo Secretário de Estado, Max von Kuhlmann, com Czernin (Rússia) e Hohenlohe (Áustria) presididos em câmara por Michaelis. Mas ele subestimou a determinação econômica da Grã-Bretanha de manter o curso até o amargo fim.  A tarefa nada invejável de explicar o mito de uma vitória alemã coube a Michaelis, ainda obrigado ao Kaiser e à OHL em um relatório à Conferência.  No final, o governo venceu o Reichstag com apenas um pequeno partido se destacando em sua oposição contínua ao plano. O Partido da Pátria e a OHL agora sob Ludendorff exigiam uma busca rigorosa pró-Kaiser de uma Alemanha Romena; A Bessarábia era uma bacia de cereais fértil e rica, pronta para ser colhida pelos Poderes Centrais. Michaelis estava cético quanto à confissão da OHL sobre o relacionamento mais próximo com a Áustria quando outra conferência foi convocada para 7 de outubro. Ainda dominado pela obsessão por portos marítimos para o Reich, Michaelis exigiu acesso à Dalmácia dos austríacos, bem como na costa belga. Por meio do veículo da Mitteleuropa, ele procurou capacitar a economia austríaca a resistir às condições de paz que ele sabia que seriam impostas à união aduaneira alemã. 
Mas o candidato escolhido como novo chanceler era do Exército e não do Reichstag. "Perdemos um estadista e garantimos um funcionário em seu lugar", observou Conrad Haussmann, um membro social-democrata do Reichstag,  Michaelis era amplamente considerado um mero burocrata, ao invés de um orador ou pensador de qualquer posição.

### Declínio
Em agosto, os motins navais em Wilhelmshaven levaram a execuções. Michaelis culpou os socialistas no Reichstag na esperança de dividir a coalizão. Mas o Reichstag exigiu sua renúncia. Em 24 de outubro de 1917, os três partidos socialistas nacionais liberais da coalizão fizeram representações ao Kaiser. Em sua autobiografia, ele colocou a culpa em sua própria recusa em ceder à pressão por reformas eleitorais liberais. Os deputados esperavam substituí-lo por um aristocrata Zentrum, Georg von Hertling. Ele permaneceu nesta posição até 1º de novembro de 1917, quando foi forçado a renunciar após ser atacado por se recusar a comprometer-se, endossando uma resolução aprovada pelo Reichstag favorecendo a paz sem anexação ou indenizações. Michaelis tentou manter seu papel como Ministro Presidente da Prússia, mas sem sucesso, pois o Conde Hertling determinou que os dois cargos não poderiam ser separados.

### Tarde da vida e morte
De 1º de abril de 1918 a 31 de março de 1919, ele serviu como Oberpräsident da província prussiana da Pomerânia.  Após o fim da Primeira Guerra Mundial, ele cooperou com o conselho local de trabalhadores e soldados. No entanto, o governo da Prússia, dominado pelos socialistas, logo o substituiu.
Michaelis trabalhou nas áreas de lobby econômico, em organizações estudantis, no sínodo da Igreja Evangélica da antiga União Prussiana e tornou-se membro doPartido Popular Nacional Alemão (DNVP) monarquista/ conservador nacional. Em 1921, ele publicou suas memórias, Für Staat und Volk. Eine Lebensgeschichte .
Georg Michaelis morreu em 24 de julho de 1936 em Bad Saarow-Pieskow (Brandenburg), aos 78 anos.